# Dorfkirche Buch (Tangermünde)

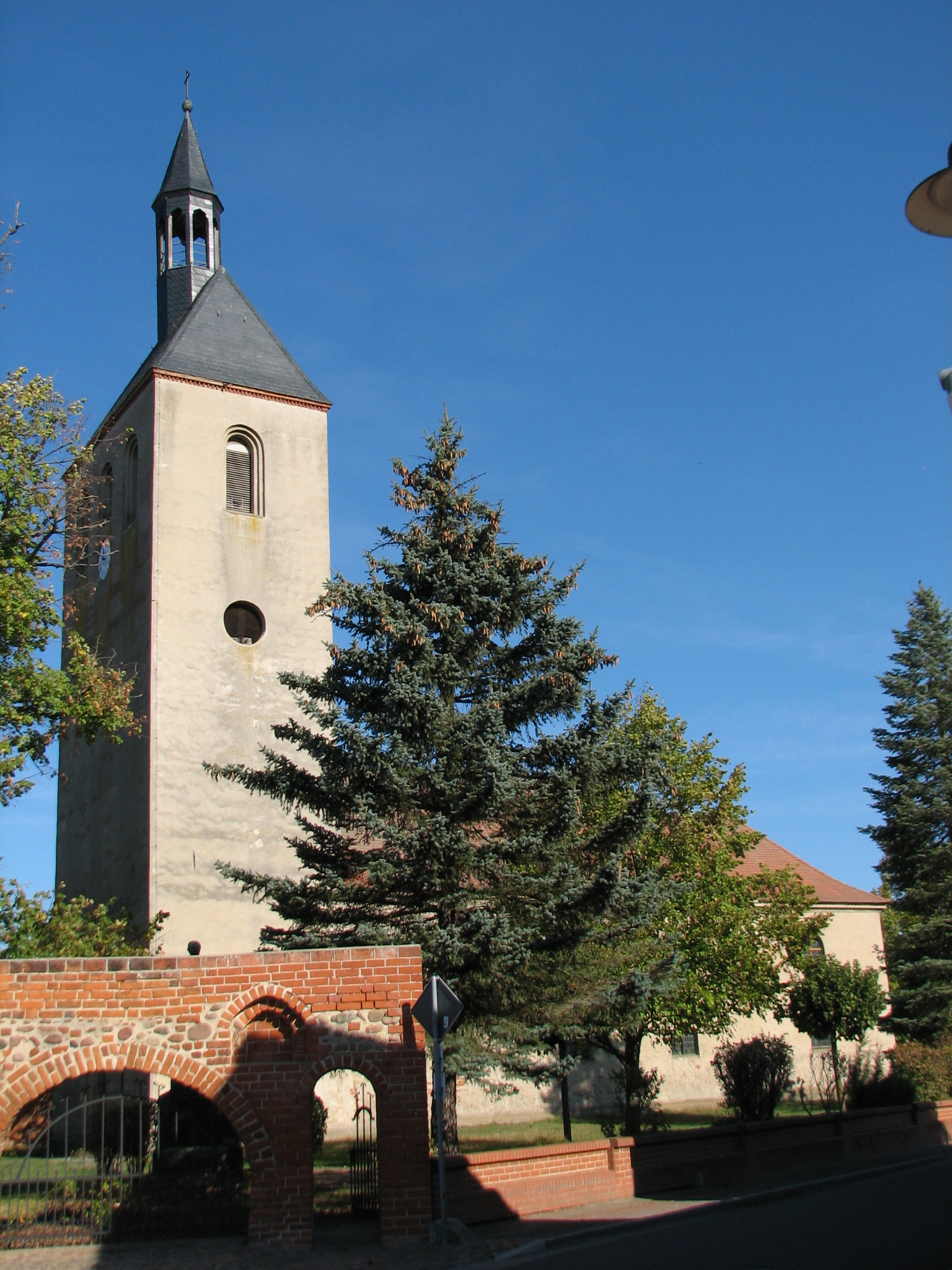
Dorfkirche Buch (Tangermünde)

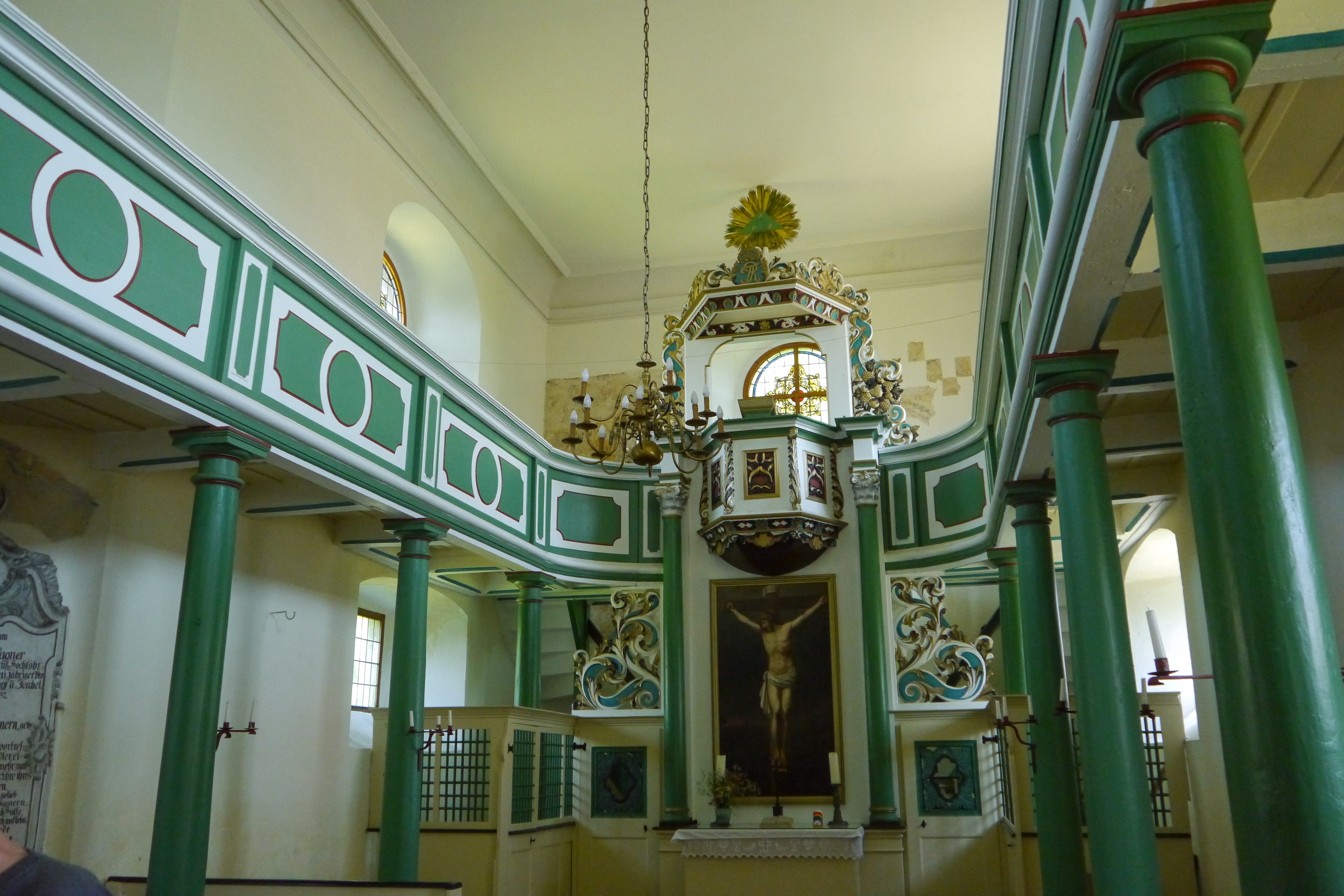
Innenansicht

Die evangelische Dorfkirche Buch ist eine barock überformte, im Kern romanische Saalkirche im Ortsteil Buch (Tangermünde) von Tangermünde im Landkreis Stendal in Sachsen-Anhalt. Sie gehört zum Pfarrbereich Lüderitz im Kirchenbezirk Stendal der Evangelischen Kirche in Mitteldeutschland.

## Geschichte und Architektur
Die stattliche, barock überformte Saalkirche vom Anfang des 13. Jahrhunderts erhielt eine eindrucksvolle barocke Innenraumgestaltung. Die Umbauten erfolgten in den Jahren 1709 und 1747–1752 durch Georg Christoph Berger. Im Jahr 1860 wurde das Glockengeschoss erneuert.
Das Bauwerk ist ein einschiffiger, verputzter Backsteinbau mit eingezogenem Rechteckchor und dreigeschossigem, hohem Westquerturm in der Breite des Schiffs mit Walmdach und spitzer Laterne. Im Turmmauerwerk wurden auch Feldsteine, besonders auf der Innenseite, verwendet. Das Schiff wird durch große Rundbogenfenster über niedrigen Rechteckfenstern erhellt, wie es sich aus der inneren Emporenanlage ergibt.
Der einheitliche Innenraum wird durch eine geputzte Decke auf einer Voute geschlossen. Die umlaufende barocke Emporenanlage ruht auf toskanischen hölzernen Säulen aus dem Jahr 1747. Im Turm ist ein Quertonnengewölbe aus Backstein eingezogen.
Zwischen den Fenstern wurden in den Jahren 1925 und 1968 umfangreiche Reste von mittelalterlichen Wandmalereien freigelegt. Sie zeigen auf der Ostseite neben den im 18. Jahrhundert eingebrochenen Fenstern unter Rundbogenarkaden Johannes den Täufe mit zur Anbetung des Christus iudex erhobenen Händen, eine ehemals vermutlich zu einer Deesis gehörige, byzantinisch beeinflusste Arbeit, vergleichbar mit den spätromanischen Monumentalmalereien in der Liebfrauenkirche Halberstadt. Auf der Nordwand befindet sich eine Darstellung des Christophorus aus dem 13. Jahrhundert, auf der Südwand der heiligen Martin aus der Zeit um 1400.
Das Kirchhofportal aus Backstein um das Jahr 1500 ist mit einem breiten Rundbogen zwischen zwei spitzbogigen Pforten gestaltet.

## Ausstattung
Der Kanzelaltar aus dem Jahr 1709 ist in die Emporenarchitektur einbezogen und zeigt ein erneuertes Kreuzigungsgemälde unter dem polygonalen Korb, flankiert von zwei schlanken Säulen mit Akanthusschnitzerei als Rahmung, am Schalldeckel ist das Monogramm des Königs Friedrich II. von Preußen angebracht. Seitlich der Altarumgangstüren sind unter der Empore Priecheneinbauten mit Holzgittern angeordnet. Die Orgel ist ein Werk aus dem Jahr 1893. Ein Figurengrabstein zeigt das Relief des Pfarrers Albert Schröder († 1605). Inschriftgrabsteine erinnern an Hans Jacob von Rohr († 1711) und Samuel Benediktus Wagner († 1779) und seine Frau Friderica Henriette geb. Ascheborn mit Rokokoornamenten. Zwei Bronzeglocken des Michaelismeisters stammen aus dem Jahr 1465.